# Oued al-Hathoub
El oued al-Hathoub és un riu de Tunísia, governació de Kasserine, que generalment és sec bona part de l'any. Es tracta més que d'un riu d'una sèrie d'oueds que drenen la regió del Djebel El Ouest i el Djebel Barbrou, oueds que són controlats per l'embassament de Sbiba, prop de Sbiba (5 km als du-oest de la ciutat). Continua després recollint les aigües dels oueds de la regió fins a arribar al Djebel Mghila i el Djebel Tazza. El seu curs com a riu és d'uns 30 km però el total és de 65 km.
La pluviometria reduïda de la regió fa que no porti aigua a l'estiu però produeixi inundacions a la tardor, quan la pluja cau en poc temps. La construcció de l'embassament ha posat en regadiu la zona i ha evitat inundacions.

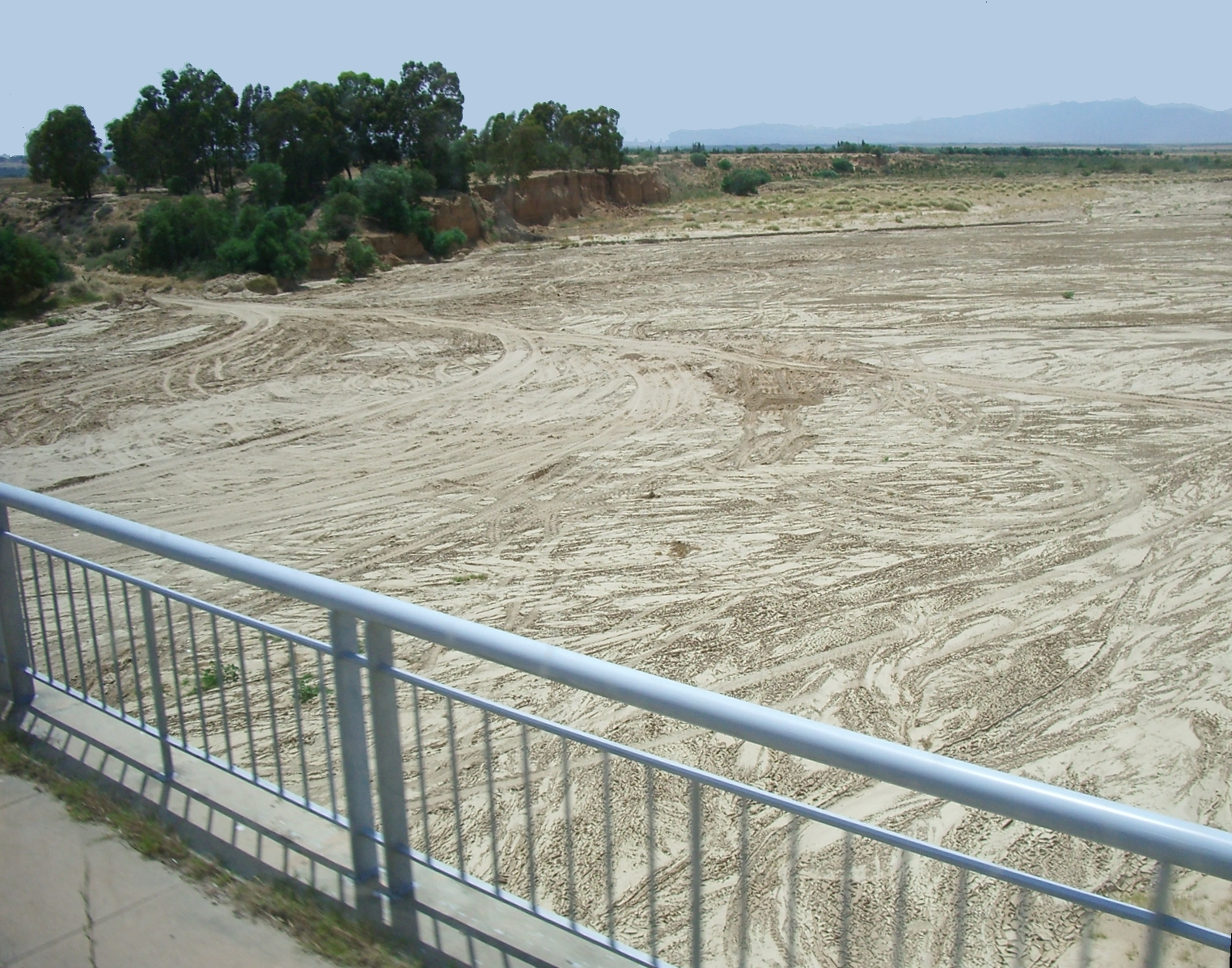
Oued al-Hathoub des del pont a la carretera